# Луковац (Мљет)
Луковац је мало ненасељено острво у хрватском делу Јадранског мора.
Луковац се налази око 1,2 км јужно источног дела острва Мљета. Његова површина мери 0,021 км². Дужина обалске линије износи 0,54 км.